# Parque Estatal La Goleta
Parque Estatal La Goleta es un espacio natural protegido del Estado de México ubicado entre los municipios de Amatepec, Sultepec y Tlatlaya, al suroeste del estado. Fue declarado parque natural el 2 de septiembre de 2014. Cuenta con una extensión de 14,424.00 hectáreas, entre suelos de uso agrícola, agropecuario y urbano. Es protegida por la Comisión Estatal de Parques Naturales y de la Fauna de la Secretaría del Medio Ambiente del Gobierno del Estado de México.

## Geografía

### Ubicación
El parque colinda al norte con las comunidades de Cuatro Cruces, Puentecillas, Las Peñas y El Cristo, al sur con el estado de Guerrero, al este con San Pedro Huyahualco, El Huizache, Jalpan y Laguna Verde y la carretera estatal libre La Puerta-Sultepec-San Miguel Totolmaloya, y al oeste con la carretera estatal libre Amatepec-la Goleta-Sultepec y las localidades de Tepehuajes, El Rodeo La Cofradía, Pueblo Nuevo y Santa María.

## Flora
Entre la flora del lugar se encuentran árboles como arrayán, cafetos, cedros, capulín, casahuate, ceibas, cuahuilote, ciruelos, chirimoyas, duraznos, encinos, fresnos, guajes, guayabos, huizache, lima, madronio, nanche, nísperos, ocotes, palmas, pinzán, tamarindos, tepehuajes y toronjas. Existen plantas como bugambilias, rosales, teresitas, lirios acuáticos, platanillos, dalias,  geranios, pascuas, acacias, hortensias y flor de vara blanca.

## Fauna
Entre las especies que existen en el parque están coyotes, tejones, gatos monteses, zorras, armadillos, ardillas, tuzas, tlacuaches, hurones, conejos, liebres, leoncillos americanos, zorrillos, cacomixtles, jabalíes, y tigrillos. También existen alacranes de corteza del Balsas o de Morelos, alacranes marrón del centro, araña viuda negra y araña trampera. Entre las aves se encuentran  aguilillas, águilas reales, gavilanes, gavilancillos, sarnícolas, quebrantahuesos, cuervos, zoplilotes, auras, urracas, tecolotes, chachalacas, pericos, palomas ala blanca, palomas moradas,  codornices, huilotas, teteos,  pájaro carpintero, jilguero, tordo zanat,  cenzontle, primaveras, pájaro mosquero, gorrión, calandria,  colibrí, cardenales, golondrinas, garrapateros, pájaros vaqueros, correcaminos, garza, patos, coquenas, pájaros maiceros y chicauros.

## Problemáticas
El parque enfrenta riesgos como la deforestación y la tala clandestina de sus árboles.